# Reidar Goa
Reidar Goa (Stavanger, 8 aprile 1942 – Randaberg, 8 settembre 2018) è stato un calciatore norvegese, di ruolo difensore.

## Carriera

### Club
Goa vestì la maglia del Viking dal 1966 al 1977, collezionando 215 presenze in campionato e mettendo a segno una rete. In questo periodo, vinse quattro campionati: 1972, 1973, 1974 e 1975.

### Nazionale
Conta 4 presenze per la Norvegia. Esordì il 13 maggio 1970, nella sconfitta per 0-2 contro la Cecoslovacchia.

## Palmarès

### Club

#### Competizioni nazionali
- Campionato norvegese: 4

Viking: 1972, 1973, 1974, 1975